# Marthula agathanzela
Marthula agathanzela är en fjärilsart som beskrevs av William Schaus 1933. Marthula agathanzela ingår i släktet Marthula och familjen tandspinnare. Inga underarter finns listade i Catalogue of Life.